# Tranvia di Buffalo
La tranvia di Buffalo (in inglese conosciuta come Buffalo Metro Rail, IPA: [ˈbʌfəˌloʊ ˈmɛˌtroʊ reɪl]) è la tranvia che serve la città di Buffalo, nello Stato di New York, collegando Downtown con l'Università di Buffalo, nella zona nord-est della città.
Lunga 10,3 km, è gestita dalla Niagara Frontier Transportation Authority (NFTA). La prima sezione, composta dalla tratta in superficie Theater-Erie Canal Harbor, venne aperta il 9 ottobre 1984. In seguito, il 20 maggio 1985, la linea venne estesa in sotterranea fino a Amherst Street e poi il 10 novembre 1986 fino a University, sempre in sotterranea.

## Il servizio
La tranvia è attiva sette giorni su sette, con un servizio ridotto nei fine settimana. Le frequenze variano dai 10 minuti delle ore di punta ai 20 minuti delle ore di morbida. Inoltre, la tratta in superficie Theater-Special Events è a tariffa zero.